# Mac 'n' Cheese
Mac 'n' Cheese is een Nederlandse korte animatiefilm uit 2011 van vier studenten van de Hogeschool voor de Kunsten Utrecht. De film van tweeënhalve minuut is gemaakt door Tom Hankins, Gijs van Kooten, Guido Puijk en Roy Nieterau als afstudeerfilm. De productie nam vijf maanden in beslag. Een maand na de upload op internet was het filmpje meer dan 900.000 keer bekeken. De film werd op 2 september 2011 in zijn geheel uitgezonden op Nederland 2 in de Nacht van de Korte Film van NTR en Upload Cinema. De makers werden naar aanleiding van het filmpje geïnterviewd door BNR Nieuwsradio, NRC Next, De Filmkrant en RTV Utrecht. 

## Inhoud
Het verhaal is geïnspireerd op het spel Team Fortress 2 en de Franse animatiefilms Meet Buck en Salesman Pete. 
In Mac 'n' Cheese vlucht een dunne jongen voor een grote man. Ze springen van auto op auto. Als de jongen een snuif drugs neemt, versnelt hij zijn loop. De soundtrack van de film verandert in opzwepende dubstep en de omgeving wordt op een psychedelische manier vervormd. In hoge vaart raken ze van de weg en rollen een heuvel af. De grote man zet een spuit uit een neergestorte ambulance in zijn lijf en vergroot eveneens zijn kracht. De beelden en het geluid worden nu in stukjes weergegeven tot er storing ontstaat. In de slotscène dreigt een confrontatie maar die blijft uit.

## Vervolg
In 2013 werd een vervolg op de film gemaakt in het kader van de competitie Utrakort van het Nederlands Filmfonds. Mac ‘n’ Cheese: Supermarket is een productie van il Luster en draaide als voorfilm voor World War Z in de bioscopen van Pathé.